# Siphlophis longicaudatus
Siphlophis longicaudatus är en ormart som beskrevs av Andersson 1901. Siphlophis longicaudatus ingår i släktet Siphlophis och familjen snokar. Inga underarter finns listade i Catalogue of Life.
Denna orm förekommer i östra Brasilien i delstaterna Rio Grande do Sul, São Paulo, Santa Catarina, Goiás, Espírito Santo och Rio de Janeiro. Arten lever i Atlantskogen och den klättrar i träd. Individerna har främst ödlor och kanske andra ormar som föda. Siphlophis longicaudatus är utan svans 490 till 560 mm lång. Honor lägger ägg.
Beståndet hotas i begränsade områden av skogsröjningar. IUCN listar arten som livskraftig (LC).